# Plagne (Haute-Garonne)
Plagne (okzitanisch: Planha) ist eine französische Gemeinde mit 95 Einwohnern (Stand: 1. Januar 2022) im Département Haute-Garonne in der Region Okzitanien (zuvor Midi-Pyrénées). Plagne gehört zum Arrondissement Muret und zum Kanton Cazères. Die Einwohner werden Plagnains genannt. 

## Geografie
Plagne liegt etwa 61 Kilometer südsüdwestlich von Toulouse. Plagne wird umgeben von den Nachbargemeinden Montclar-de-Comminges im Norden und Nordwesten, Palaminy im Norden und Nordosten, Saint-Michel im Süden und Osten sowie Ausseing im Westen und Südwesten.

## Bevölkerungsentwicklung
| Jahr                      | 1962 | 1968 | 1975 | 1982 | 1990 | 1999 | 2006 | 2013 |
| Einwohner                 | 66   | 55   | 70   | 58   | 60   | 88   | 98   | 97   |
| Quelle: Cassini und INSEE |      |      |      |      |      |      |      |      |

## Sehenswürdigkeiten
- Kirche Notre-Dame-de-la-Nativité